# Hiilensaaret
Hiilensaaret är en ö i Finland. Den ligger i sjön Pyhäjärvi och i kommunen Tavastehus i den ekonomiska regionen  Tavastehus ekonomiska region  och landskapet Egentliga Tavastland, i den södra delen av landet, 110 km norr om huvudstaden Helsingfors. Öns area är 1,2 hektar och dess största längd är 180 meter i öst-västlig riktning.  Notera att namnet antyder att det är fråga om flera öar.